# Roberto Manuel Pena
Roberto Manuel Pena (n. 1918-desconocido) fue un abogado y político argentino, que se desempeñó como Secretario de Inteligencia durante la presidencia de Raúl Alfonsín en 1983. Además, se desempeñó como diputado nacional.

## Trayectoria
Se unió a la Unión Cívica Radical en 1945. Fue electo, por primera y única vez, como diputado nacional por la provincia de Buenos Aires, en las elecciones de 1963, en la misma lista por la que ingresó al congreso Raúl Alfonsín, por la Unión Cívica Radical del Pueblo. Su mandato se vio interrumpido por el cierre del congreso en 1966, con el triunfo de la autoproclamada Revolución Argentina. Posteriormente, ejerció como abogado laboralista.

Pena posando con un Ford Falcon verde, asociado a la dictadura militar argentina.

Nunca había ocupado ningún cargo administrativo hasta su designación al frente de la Secretaría de Inteligencia con la llegada de la democracia en Argentina, en diciembre de 1983. La intención de Alfonsín era designar a alguien de su confianza, sin ningún tipo de antecedente en espionaje o vinculaciones políticas importantes, con el fin de que ejerza una «limpieza» de los servicios de inteligencia para la nueva etapa democrática del país, tras las prácticas represivas del autodenominado Proceso de Reorganización Nacional. La decisión de ponerlo al frente de la SIDE le fue comunicada por Adolfo Gass, senador radical.
Apenas días después de su asunción, en diciembre de 1983, concedió una entrevista a la revista Gente, donde posó con un Ford Falcon verde y un letrero con la inscripción «en venta», auto usualmente asociado con las fuerzas represivas en el país, donde remarcó su compromiso con la modificación de las prácticas de espionaje en el país, con la intención de adaptarlas a la etapa democrática que se inauguraba.
Su gestión al frente de la SIDE fue efímera, resistido por los cuadros existentes en la secretaría y las fuerzas armadas, que no veían con buenos ojos los intentos de «democratizarla». Algunas de las medidas que se proponía Pena eran la designación de personal civil en la dirección interna del organismo, en lugar de espías o militares, como una reforma integral de la secretaría, que nunca llegó a concretarse. Renunció el 1 de enero de 1986 y fue reemplazado por Facundo Suárez. Sin embargo, se destaca en su breve paso el retiro de varios agentes vinculados con Aníbal Gordon y con el centro clandestino de detención Automotores Orletti, que operaba con apoyo de la secretaría.
Se encontraba casado con María Nieves Valcarce y tenía tres hijos.